# Rikolf Colyn
Rikolf Colyn (* 14. Jahrhundert; † um 1400) war Schöffe und Bürgermeister der Reichsstadt Aachen.

## Leben und Wirken
Rikolf Colyn war ein Sohn, ein Neffe oder eventuell ein Enkel des Jakob Colyn van Herle am Markt und gehörte ab 1374 dem Schöffenkollegium der Stadt Aachen an.
Im Jahr 1383 stand Colyn zusammen mit den abgestandenen Bürgermeistern Reinhard von Moirke, dem Älteren und Heinrich van der Linden sowie den amtierenden Bürgermeistern Johann von Pont und Gerhard Lewe, der Ältere den städtischen Truppen vor, die mit den verbündeten Truppen der Stadt Köln, den Truppen des Erzbischofs von Köln Friedrich III. von Saarwerden sowie den Truppen des Herzogs Wilhelm II. von Jülich und Geldern infolge eines Beschlusses des Landfriedensbündnisses Maas-Rhein zu den Belagerern von Schloss Dyck gehörten. Diese warfen Gerhard von Dyck Raubrittertum vor, und die Truppen zwangen ihn nach der erfolgreichen Einnahme seines Schlosses, die damalige Hochburg zu zerstören. Zwei Jahre später wurde Rikolf Colyn zum Rentmeister ernannt und im Jahr 1398 zum Bürgermeister der Stadt Aachen gewählt.
Nachdem sich am 19. August 1400 ein letzter Eintrag über Colyns Tätigkeit als Schöffe im Stadtarchiv Aachen findet, muss er offensichtlich kurze Zeit später verstorben sein. Rikolf Colyn war zweimal verheiratet und hatte mehrere Kinder. Bereits 1377 hat er für sich und seine Familie auf seine von Jakob Colyn van Herle übertragene Erbpacht auf die Kulpriemühlen in Burtscheid zugunsten der Äbtissin der Reichsabtei Burtscheid verzichtet. Rikolfs Schwester Catharina heiratete den langjährigen Bürgermeister und Besitzer der Schurzelter Mühle Johann von Pont.